# Bekesbourne-with-Patrixbourne
Bekesbourne-with-Patrixbourne – civil parish w Anglii, w Kent, w dystrykcie Canterbury.
W 2011 civil parish liczyła 925 mieszkańców.